# برندن (مینه‌سوتا)
برندن، مینه‌سوتا (به انگلیسی: Brandon, Minnesota) یک شهر در ایالات متحده آمریکا است که در مینه‌سوتا واقع شده‌است.

## خصوصیات
برندن ۱٫۲۴ کیلومترمربع مساحت و ۴۸۹ نفر جمعیت دارد و ۴۲۶ متر بالاتر از سطح دریا واقع شده‌است.